# Kjeld-Abell-Preis
Der Kjeld-Abell-Preis (Original: Kjeld Abell-prisen) ist ein dänischer Literaturpreis. Die dem bedeutenden dänischen Dramatiker Kjeld Abell gewidmete Ehrung wird in unregelmäßigen Abständen von zwei oder drei Jahren von Det Danske Akademi verliehen und ist aktuell mit 50.000 Dänischen Kronen dotiert. Geehrt werden Personen, die besondere Leistungen im Bereich Film und Theater erbracht haben.

## Preisträger
- 1976: Jess Ørnsbo
- 1978: Inger Christensen
- 1980: Eugenio Barba
- 1982: Finn Methling
- 1983: Jørgen Leth
- 1985: Ulla Ryum
- 1987: Astrid Saalbach
- 1989: Kirsten Delholm
- 1991: Ernst Bruun Olsen
- 1993: Lars von Trier und Niels Vørsel
- 1995: Jens Kistrup
- 1997: Morti Vizki
- 2000: Peter Asmussen
- 2003: Nullo Facchini
- 2005: Claus Beck-Nielsen
- 2007: Jokum Rohde
- 2009: Line Knutzon
- 2011: Nikoline Werdelin
- 2015: Andreas Garfield